# Seren Bundy-Davies
Seren Bundy-Davies (née le 30 décembre 1994) est une athlète britannique, spécialiste du 400 mètres.

## Biographie
Le 10 juillet 2016, Bundy-Davies remporte le titre européen du relais 4 x 400 m en 3 min 25 s 05.

## Palmarès
| Date | Compétition                    | Lieu      | Résultat | Épreuve   | Temps         |
| ---- | ------------------------------ | --------- | -------- | --------- | ------------- |
| 2015 | Championnats d'Europe en salle | Prague    | 3e       | 400 m     | 52 s 64       |
| 2015 | Championnats d'Europe en salle | Prague    | 2e       | 4 × 400 m | 3 min 31 s 79 |
| 2015 | Relais mondiaux de l'IAAF      | Nassau    | 3e       | 4 × 400 m | 3 min 26 s 38 |
| 2015 | Championnats d'Europe espoirs  | Tallinn   | 4e       | 400 m     | 52 s 26       |
| 2015 | Championnats d'Europe espoirs  | Tallinn   | 1re      | 4 x 400 m | 3 min 30 s 07 |
| 2015 | Championnats du monde          | Pékin     | 3e       | 4 x 400 m | 3 min 23 s 62 |
| 2016 | Championnats d'Europe          | Amsterdam | 1re      | 4 x 400 m | 3 min 25 s 05 |

### Records
| Épreuve | Épreuve   | Performance | Lieu   | Date            |
| ------- | --------- | ----------- | ------ | --------------- |
| 400 m   | Plein air | 51 s 26     | Genève | 11 juin 2016    |
| 400 m   | Salle     | 51 s 60     | Vienne | 31 janvier 2016 |